# Villaguay
Die Stadt Villaguay ist der Hauptort und das Verwaltungszentrum des gleichnamigen Departamento Villaguay in der Provinz Entre Ríos im Norden Argentiniens. Die am Río Gualeguay sowie unweit der RN 18 von Paraná nach Concordia gelegene Stadt hat etwa 49.445 Einwohner (Zensus 2010).

## Geschichte
Die Siedlung wurde um 1790 von Spaniern angelegt, 1835 wurde die Kapelle Santa Rosa de Villaguay eingeweiht. Dennoch blieb Villaguay bis 1873 Garnison, ehe es das Stadtrecht erhielt.

### Colonia Belgia
Ab 1856 gründeten europäische Einwanderer – neben Spaniern, Italienern und Franzosen auch Deutsche sowie ab 1857 auch Flamen und Juden aus Belgien – zahlreiche Siedlungskolonien in Argentinien.
Ab 1882 ließen sich Belgier unter Eugeen Schepens auch in Villaguay nieder. Den belgischen Farmern wurden pro Ehepaar 32 Hektar Land versprochen sowie günstige Kredite. Die ersten 50 Familien kamen aus Antwerpen sowie Oudenaarde und gründeten die Colonia Belgia; bis 1939 kamen insgesamt 25.000 Belgier nach Argentinien. Im heutigen Villaguay soll die Hälfte der Einwohner belgische Vorfahren haben.

### Colonia Alemania
Um 1893 soll es bereits 111 europäische Kolonien in der Provinz Entre Rios gegeben haben – davon in Villaguay fünf mit jüdischen Einwanderern (darunter Villa Clara – die größte Kolonie im Ort – sowie Villaguay, Carmel, Villa Domínguez und San Gregorio), eine mit Wolgadeutschen (Colonia Alemania) und sechs weitere mit Spaniern, Franzosen, Schweizern (Colonia San Jose), Italienern (Colonia Santa Juana), Deutschen (Colonia Nueva Alemania) und Belgiern. Villaguay hatte damals 2.245 Einwohner.
Trotz der durch politische Instabilität besonders die Einwanderer treffenden sozialen Unruhen bestanden die belgischen und deutschen Kolonien bis 1940, als Villaguay wieder zu einer argentinischen Garnison umfunktioniert wurde. Die Kolonisten wurden umgesiedelt.